# أليس في بلاد الأخطاء: حلم مشرق
أليس في بلاد الأخطاء: حلم مشرق (بالإنجليزية: Alice in Blunderland: An Iridescent Dream)‏ هي رواية من تأليف جون كيندريك سنة 1907. وهي عبارة عن تقليد لقصتّي أليس في بلاد العجائب وعبر المرآة. تعالج الرواية القضايا الاقتصادية كالضرائب و الجشع و الفساد.

## حبكة الرواية
بدل الذهاب إلى بلاد العجائب، تذهب أليس رفقة صانع القبعات المجنون إلى بلاد الأخطاء حيث يكون فيها كل شيء خاطئ: فمثلا الأطفال ملك للدولة.
تلتقي أليس مجموعة من الشخصيات المعروفة كالفارس الأليض و الدوقة و القط شرشر و غيرهم.